# Nacktschwänzige Wollige Zwergbeutelratte
Die Nacktschwänzige Wollige Zwergbeutelratte (Marmosa rutteri), auch Nacktschwanz-Zwergbeutelratte genannt, ist eine Säugetierart aus der Gattung der Zwergbeutelratten, die im westlichen Amazonasbecken weit verbreitet ist.

## Merkmale
Die Tiere sind relativ große Zwergbeutelratten. Männchen der Nacktschwänzigen Wolligen Zwergbeutelratte erreichen eine Kopfrumpflänge von 16,4 bis 24 cm, und haben einen 25,2 bis 29,1 cm langen Schwanz, 25 bis 33 mm lange Hinterfüße und 24 bis 28 mm lange Ohren. Ihr Gewicht liegt zwischen 148 und 180 g. Weibchen sind mit Kopfrumpflängen von 15,2 bis 19,7 cm, 22,5 bis 26,9 cm langen Schwänzen und Gewichten von 63 bis 151 g etwas kleiner. Ihre Hinterfüße sind 25 bis 30 mm lang und ihre Ohren 24 bis 28 mm. Die Tiere ähneln der Weißbäuchigen Wolligen Zwergbeutelratte (Marmosa constantiae), haben im Unterschied zu dieser Art aber ein kürzeres Fell, ein einfarbig gelbes Bauchfell und eine nur kurz behaarte Schwanzbasis. Die Schwanzbasis ist bei Marmosa rutteri nur auf einer Länge von etwa 16 mm behaart und die Haare sind nur 5 mm lang, während die behaarte Zone bei der Weißbäuchigen Wolligen Zwergbeutelratte ca. 28 mm lang ist und mit 10 mm langen Haaren besetzt ist. Das gelbliche Fell der Unterseite von Marmosa rutteri erstreckt sich auch auf Kinn, Brust, die Leistengegend und auf die Innenseiten der Gliedmaßen. Der Schwanz ist einfarbig dunkel.

## Lebensweise
Die Nacktschwänzige Wollige Zwergbeutelratte kommt an den Ostabhängen der Anden in feuchten Tropenwäldern und in Sekundärwäldern und im westlichen Brasilien in der Várzea und in Terra-Firme-Wäldern vor. Die Tiere sind nachtaktiv und vorwiegend arboreal (baumbewohnend). Über die Ernährung und die Fortpflanzung der Beutelratten ist bisher wenig bekannt. Wie andere Zwergbeutelratten ernähren sie sich wahrscheinlich von Insekten und Früchten. Weibchen, die mit Jungtieren gefangen wurden, hatten sechs bis acht Jungtiere.

## Systematik
Marmosa rutteri wurde im Jahr 1924 durch den britischen Zoologen Oldfield Thomas erstmals wissenschaftlich beschrieben. Der Holotyp stammt vom östlichen Ufer des Río Ucayali. Der anglo-amerikanische Zoologe George Henry Hamilton Tate machte die Art zu einer Unterart von Marmosa germana (Thomas, 1904) und später wurde sie mit Marmosa germana synonymisiert. Der US-amerikanische Zoologe Alfred L. Gardner verwendete schließlich die Bezeichnung Marmosa regina (Thomas, 1898) für die Art, was im Beuteltierband des Handbook of the Mammals of the World, einem Standardwerk zur Mammalogie, und einigen anderen Werken so übernommen wurde. Dies ist taxonomisch jedoch nicht vertretbar, da die Terra typica von Marmosa regina im Tal des Río Magdalena in Kolumbien und nicht in Amazonien liegt. In einer Mitte 2019 veröffentlichten Bestandsaufnahme der Beutelrattenfauna im Gebiet von Rio Javari und Río Ucayali im östlichen Peru durch den Beutelrattenexperten Robert Voss und Kollegen erhielt die Art wieder den Namen Marmosa rutteri. DNA-Untersuchungen zeigen eindeutig, dass es sich bei Marmosa regina um eine eigenständige Art handelt, die näher mit Marmosa rapposa verwandt ist als mit Marmosa germana. Bei Exemplaren von Marmosa rutteri nördlich und südlich des Amazonas wurden unterschiedliche Haplogruppen gefunden.